# Fill the Void
Fill the Void (Hebreeuws: למלא את החלל; lemale et ha'ḥalal) is een Israëlische dramafilm uit 2012, geregisseerd en geschreven door Rama Burshtein. De hoofdrol wordt vertolkt door Hadas Yaron. De film won zeven Ophir-prijzen.

## Verhaal
Shira Mendelman is een 18-jarig chassidisch meisje dat in Tel Aviv woont. Zij kijkt uit naar een gearrangeerd huwelijk met een jonge man die ze leuk vindt. Op Poerim wordt haar familie echter getroffen door een tragedie wanneer Shira's oudere zus Esther in het kraambed sterft. Shira's vader stelt de verloving vervolgens uit om niet zo snel na de dood van Esther met een leeg huis te hoeven omgaan. Esthers man, Yochay, begint hun zoon, Mordechai, regelmatig mee te nemen naar het huis van de Mendelman, waar Shira voor hem zorgt.
Op een dag benadert Yochay's moeder Shira's moeder, Rivka, over de mogelijkheid dat Yochay hertrouwt, in de overtuiging dat dit het beste is voor Mordechai. Ze is van plan een aanbod van een weduwe in België voor te stellen. Rivka is radeloos door het idee dat Mordechai het land uit wordt gezet en stelt voor dat Yochay in plaats daarvan met Shira trouwt. Hij en Shira verzetten zich aanvankelijk allebei tegen het vooruitzicht, hoewel hij er uiteindelijk warm voor wordt, en ze stemt ermee in om het in overweging te nemen als ze hoort dat haar vorige verloving is afgeblazen vanwege de vertragingen van haar vader. Ze had echter gehoopt op een jongere echtgenoot; Haar droom was om iemand te vinden die voor het eerst samen met haar het huwelijksleven zou ontdekken.
Kort daarna vertelt Frieda, een vriendin van Esther die nooit een huwelijksaanzoek heeft ontvangen, aan Shira dat Esther liever had gezien dat Yochay met haar zou trouwen in het geval van haar dood. Als gevolg hiervan vertelt Shira Yochay dat Frieda geschikter is, wat hij als een belediging opvat.
Shira en Yochay blijven daarna ver van elkaar verwijderd en hij kondigt aan dat hij van plan is om met Mordechai te verhuizen om met de weduwe in België te trouwen. Shira, onder druk gezet door haar familie, stemt ermee in om door te gaan met de verloving met Yochay, in de overtuiging dat dit voor iedereen het beste scenario is. De rabbijn realiseert zich echter dat Shira halfslachtig is en hij weigert het huwelijk door de vingers te zien.
De tijd verstrijkt en Shira concludeert uiteindelijk dat ze voorbestemd was om bij Yochay en zijn baby te zijn. Ze benadert de rabbijn en vraagt opnieuw dat zij en Yochay trouwen, en hij stemt deze keer toe. De film sluit af met hun bruiloft.

## Rolverdeling

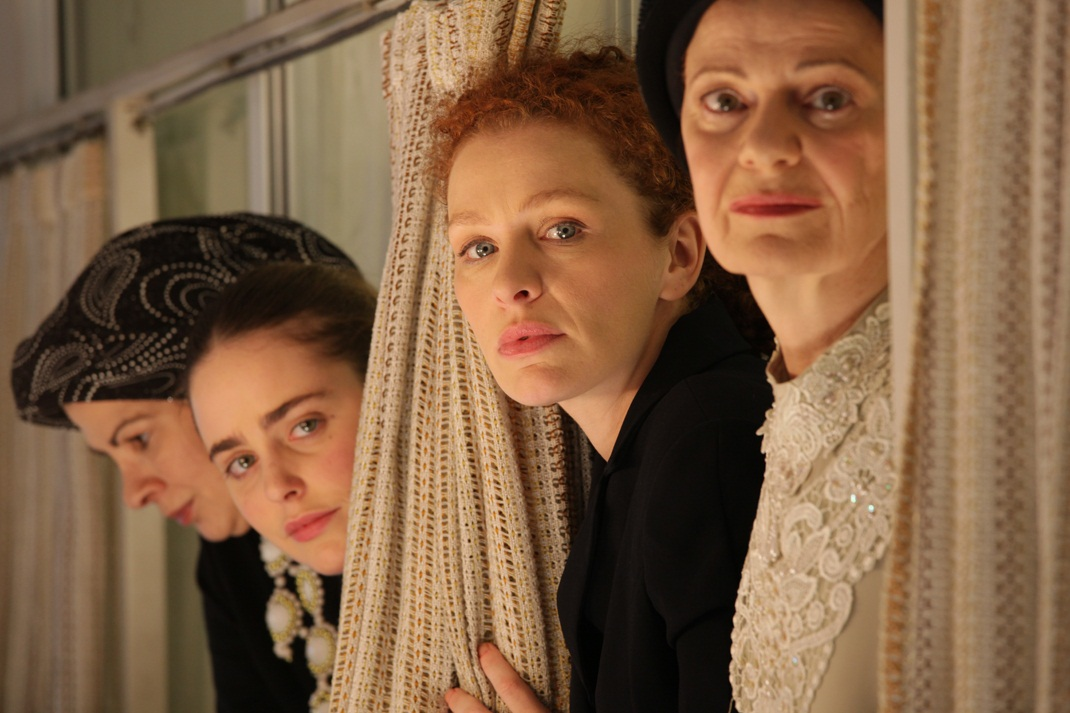
From left to right: Irit Sheleg als Rivka, Hadas Yaron als Shira, Hila Feldman als Frieda, en Razia Israeli als Channa

| Acteur        | Personage        |
| ------------- | ---------------- |
| Hadas Yaron   | Shira Mendelman  |
| Chaim Sharir  | Aharon Mendelman |
| Ido Samuel    | Yossi Mendelman  |
| Irit Sheleg   | Rivka Mendelman  |
| Yiftach Klein | Yochay Goldberg  |